# Jacques-Bernardin Colaud de La Salcette
Jacques-Bernardin Colaud de La Salcette, nacido en Briançon el 22 de diciembre de 1733, muerto en París el 25 de diciembre de  1796, es un sacerdote católico y diputado francés.

## Biografía
Entrando en las órdenes seculares, se convirtió en canónigo de Embrun y de la catedral de Die. Partidario de la Revolución, asistió a la reunión de los Estados del Dauphiné en Romans desde 1st de diciembre de 1788 hasta 16 de enero de 1789 como procurador fundador del Arzobispo de Embrun y se convirtió en uno de los 12 miembros de la comisión intermedia creada el 21 de diciembre de 1788.
El 5 de enero de 1789, fue elegido diputado del clero de Dauphiné a los Estados Generales. En la Asamblea Constituyente de 1789, apoyó varias mociones tendientes a la abolición de los privilegios del clero. Por lo tanto, propone limitar los ingresos de los beneficiarios a 3000 libras. También pide la votación inmediata del proyecto sobre la supresión de los diezmos y el tratamiento de los ministros de culto. Además, toma el juramento constitucional.
El 9 de septiembre de 1792, fue elegido, el 6 de 8 por 283 votos de 450 votantes, diputado de la Drôme a la Convención nationale, donde juega un papel secundario. Durante el juicio de Luis XVI, votó por la “prisión hasta la paz” y luego el destierro, pero “la muerte, en caso de que los enemigos invadieran el territorio de la República”.
Reelegido diputado por Hautes-Alpes al Consejo de los Quinientos el 23 de vendémiaire del año IV, murió pocos meses después de su elección a causa de un derrame cerebral.
Uno de sus hermanos, Claude, eclesiástico como él, fue vicario general del arzobispo de Embrun antes de convertirse, bajo el Primer Imperio, consejero de la prefectura de Isère luego, durante los Cien Días , prefecto interino (20 de marzo de 1815).